# 영국 남자처럼 사랑하는 법
《영국 남자처럼 사랑하는 법》(영어: Some Kind of Beautiful, 캐나다 제목 영어: How to Make Love Like an Englishman, 영국 제목 영어: Lessons in Love, 유럽 제목 영어: Teach Me Love)은 미국에서 제작된 톰 본 감독의 2014년 로맨틱 코미디 영화이다. 피어스 브로스넌 등이 출연하였고, 그랜트 크레이머 등이 제작에 참여하였다.

## 출연진
- 피어스 브로스넌
- 살마 하예크
- 제시카 앨바
- 벤 매켄지
- 프레드 멜러메드
- 아이번 세어게이
- 맬컴 맥다월
- 롬바도 보야
- 메린 던지
- 리 갈링턴
- 로버트 메일하우스
- 말리 매틀린
- 줄리엣 밀스
- 폴 레이

## 기타 제작진
- 총괄 제작: 피어스 브로스넌
- 세트: 캣 윌슨
- 의상: 리지 가디너